# Laval-sur-Doulon
Laval-sur-Doulon település Franciaországban, Haute-Loire megyében. Lakosainak száma 61 fő (2022. január 1.). Laval-sur-Doulon Champagnac-le-Vieux, Cistrières, Saint-Didier-sur-Doulon, Saint-Vert, Doranges és Saint-Alyre-d’Arlanc községekkel határos.

## Népesség
A település népességének változása:
| Lakosok száma | 125  | 91   | 63   | 61   | 64   | 64   | 63   | 63   | 63   | 61   |
|               | 1968 | 1982 | 1990 | 2006 | 2013 | 2015 | 2017 | 2019 | 2020 | 2022 |